# Dandy Dick
Dandy Dick is een komische film uit 1935, gebaseerd op het gelijknamige toneelstuk van Arthur Pinero uit 1887. De film werd geregisseerd door William Beaudine en heeft Will Hay in de hoofdrol. Dandy Dick is een van Hays vroegste films en heeft een rustiger tempo dan zijn later werk. In deze film speelt hij de ietwat hautaine dominee van het dorpje Saint Marvell’s. Moore Marriott heeft een kleine rol die, zoals zijn latere vaste personage, ook reeds Harbottle heet, maar nog niet op de tandeloze grijsaard lijkt die in de latere Hay-films zijn vaste typetje zou worden. De rollen van het jonge paar Anne en Tony worden door Nancy Burne en Esmond Knight vertolkt. Knight mocht meespelen dankzij een overeenkomst met Warner Bros. Dandy Dick is een film met weinig slapstick, maar des te meer woordhumor. Een van de voornaamste komische effecten wordt bereikt door het excentrieke personage Bale dat stokdoof is en dan ook alles verkeerd begrijpt. De film werd in de Elstree Studios geproduceerd.

## Verhaal
De leden van de parochieraad wachten op dominee Jedd, die zoals gewoonlijk veel te laat is. De vergadering zal over een methode gaan om geld te verzamelen voor de restauratie van de kerktoren van Saint Marvell’s, die volledig is kromgetrokken. Jedd wordt opgehouden door een jongetje dat de vlaggenkaartjes van sigarettendoosjes verzamelt en ze wil ruilen; Jedd verzamelt die namelijk ook.
Op de vergadering, waarop de dove mijnheer Bale alles verkeerd hoort, wordt berekend dat de restauratie 984 pond en 10 shillings zou kosten, hetgeen ongeveer op één miljoen farthings neerkomt. Jedd besluit op een of andere manier aan één miljoen farthings te komen, en het lijkt hem het best een bazaar met een kermis en veilingen in het dorp te organiseren. Dan weerklinkt een vliegtuig boven Saint Marvell’s (Bale denkt dat het een wesp is): de piloot heeft een lek in de brandstofleiding en moet een noodlanding maken. Jedd beëindigt de vergadering en zegt dat het tijd is om het middagmaal te gaan nuttigen.
Jedds dochter Anne is net in haar koets op weg naar het station om tante Georgina op te halen, wanneer de piloot, Tony Morton, over haar heen scheert en op de weg landt. Hij gaat zich bij haar verontschuldigen. In het station loopt hij haar opnieuw tegen het lijf: ook hij moest daar zijn om zijn vader op te halen. Het blijkt dat tante Georgina en Sir William Morton zakenpartners zijn geworden. Georgina is een struise dame die alleen herenpakken draagt; Sir William is een niet minder gezette heer die de eigenaar van een brouwerij is. Het viertal trekt gezamenlijk naar de pastorij om Jedd een bezoek te brengen.
Freddie is het jonge neefje van de dominee en moet zijn huiswerk maken. Hierin wordt hij geholpen door Wilkins, de butler; die weet echter heel weinig, en het huiswerk staat dan ook vol fouten. Wanneer Georgina arriveert, vertelt ze Jedd dat ze enkel voor de paardenrennen in Saint Marvell’s is. Hij is niet opgetogen, want hij vindt het onbetamelijk om op paarden te wedden. Georgina en Sir William hebben een gelijk aandeel in Dandy Dick, een superpaard dat reeds talloze races gewonnen heeft en naar Jedd is vernoemd, wiens voornaam immers Richard luidt. Sir William en Jedd kennen elkander nog van op school, en Jedd moet eigenlijk ook niets van brouwers hebben. Jedds dochter Anne en Williams zoon Tony blijken echter algauw alleen nog oog voor elkander te hebben.
De dove mijnheer Bale komt onaangekondigd aan de pastorij aankloppen, want hij is ervan overtuigd dat Jedd elkeen op de vergadering bij hem thuis voor het middagmaal heeft uitgenodigd. Hij schuift aan en eet mee van de Yorkshire pudding, verbaasd dat de anderen niet opdagen.
Op de dorpsbazaar wordt een heleboel oude rommel geveild, en Jedd poogt het bieden omhoog te stuwen door zelf zo veel mogelijk een bod uit te brengen. Tony biedt vluchten met zijn vliegtuig voor 5 shillings aan. Er komt niemand op af; Jedd poogt volk naar het vliegtuig te lokken. Dan applaudisseert Bale, want hij denkt dat Jedd zichzelf als eerste vrijwilliger heeft aangeboden. Met enig tegenstribbelen wordt de dominee een valscherm aangetrokken, en ze stijgen op voor een dolle vlucht waarin Tony talloze stunts uithaalt terwijl Jedd misselijk wordt en uit voorzorg, zo denkt hij, alvast aan het koordje van zijn valscherm trekt. Ten gevolge hiervan wordt de parachute evenwel uitgevouwen; Jedd wordt uit het vliegtuig getrokken en bengelt aan het valscherm boven het dorp. Wanneer zijn scherm aan de spits van de kerktoren blijft haken, hangt hij hulpeloos aan het dak. De brandweer moet hem naar beneden komen halen.
De bazaar heeft zeer weinig opgebracht en Jedd heeft zelf ruim 18 pond geboden. Tony heeft een idee: wat als Jedd nu een officiële overeenkomst kan afsluiten waarbij hij belooft, £ 250 toe te steken op voorwaarde dat drie anderen hetzelfde doen? Jedd stelt dit voor aan de gegadigden in zijn huis, die allen rijke zakenlieden uit het dorp zijn. Harbottle zegt dat hij het geld niet heeft en neemt afscheid, gevolgd door alle anderen. Dan laat Jedd het bericht in de krant zetten: Sir William en twee van zijn collega’s zijn onmiddellijk bereid om £ 250 te doneren, want de dominee kan wellicht een goed woordje voor hen doen bij de licentieoverheid voor alcohol.
Jedd weet niet waar hij £ 250 vandaan moet halen. Georgina stelt voor om gewoon 25 pond op Dandy Dick in te zetten, die tien tegen één staat. Ze is verbaasd dat Jedd niet weet dat Wilkins de butler vorig jaar op de Derby aanwezig was. Jedd ziet geen andere oplossing en geeft zijn butler de opdracht om £ 25 op Dandy Dick te verwedden. Die vindt echter Bonnie Betsy een beter paard.
Dandy Dick staat in de stallen van de dorpsherberg, en Jedd gaat hem enkele suikerklontjes brengen. Hij struikelt echter over een touw en laat zijn olielamp vallen, waarop in de stal brand uitbreekt. Dandy Dick kan nog net op tijd gered en het vuur geblust worden.
Wilkins is bezorgd dat de brand en het vele bluswater Dandy Dick verkouden kunnen maken, net op de avond vóór de race. Jedd stuurt hem naar de apotheker om enkele versterkende middeltjes die hij in een encyclopedie heeft gelezen. In de apotheek grist Wilkins een flesje laudanum mee.
Dandy Dick staat thans in de stal van de pastorij. ’s Nachts brengt Jedd een kom met het mengsel naar hem toe, niet wetend dat Wilkins er laudanum in heeft gegoten. De nieuwe politieagent van Saint Marvell’s vindt het verdacht dat daar een man bij nachte door de stallen van de pastorij waart: hij grijpt Jedd bij de lurven, die protesteert dat hijzelf de dominee is. Hij kan nu echter niet in zijn huis naar binnen, want dan zouden de anderen vervelende vragen stellen. De politieagent heeft geen geduld, sleurt Jedd mee naar het politiekantoor en gooit hem in de cel.
’s Anderendaags gaat de agent op zoek naar een kar om Jedd naar het hoofdkantoor te brengen; in de tussentijd wordt die echter herkend door diens vrouw, Hannah, die vroeger de dienster van de dominee was. Zij wil hem een ontbijt aanbieden, wanneer eensklaps de politieagent binnentreedt en hem hardhandig op een hooikar smijt. In het geniep geeft Hannah hem de sleutels waarmee hij zijn handboeien los kan maken.
Tijdens de tocht bevrijdt Jedd zichzelf, trekt een zak met graan over het hoofd van de politieagent en vlucht een veld in, alwaar hij de kleren van een vogelverschrikker aantrekt. Hij komt net op tijd aan de renbaan aan voor het begin van de race waaraan Dandy Dick deelneemt. Ook de politieagent is echter naar de race getrokken.
Dandy Dick wint de race. Jedd loopt Georgina, Anne, Tony, William en Freddie tegen het lijf, die verwonderd zijn om hem ginds aan te treffen. Wanneer de politieagent hem bij de kraag wil vatten, bevestigen de anderen dat hij terdege de dominee is; de politieagent biedt zijn excuses aan.
In de laatste scène zit eenieder bij Jedd thuis in de pastorij. De verdachte kom die bij Dandy Dick was aangetroffen, blijkt laudanum te bevatten, maar het paard heeft er niet van gegeten. Wilkins bekent dat hij degene was die het middel erbij gekapt heeft; hij kon tevens niet beslissen om het geld op Dandy Dick, dan wel Bonnie Betsy in te zetten, en heeft het dan maar helemaal niet ingezet. Jedd denkt dat alle moeite tevergeefs is geweest, maar Tony heeft het geld op Dandy Dick gewed. Hij overhandigt de £ 250 aan Jedd, alsook de oorspronkelijke £ 25. Die neemt Georgina echter uit Jedds handen en geeft ze aan Tony als commissie terug, namelijk voor zijn huwelijksreis met Anne. Jedd zal er moeten mee leven dat hij weldra met een brouwer vermaagschapt zal zijn; hij vraagt zich af op welke wijze hij dan wel familie van Dandy Dick zal worden.

### Detail
In de scène waarin dominee Jedd over straat loopt en door Sir William wordt tegengehouden, die hem £ 750 zal overhandigen, staan langs de rand van de straat affiches voor films uit 1934 opgesteld, waaronder The Lost Patrol en The Meanest Gal in Town, alsook een voor Will Hays vorige film, Those Were The Days.

## Rolverdeling
| Acteur            | Personage             |
| ----------------- | --------------------- |
| Will Hay          | Reverend Richard Jedd |
| Nancy Burne       | Anne Jedd             |
| Esmond Knight     | Tony Morton           |
| Davy Burnaby      | Sir William Morton    |
| Wally Patch       | politieagent          |
| Mignon O’Doherty  | Georgina Jedd         |
| Kathleen Harrison | Hannah Evans          |
| Robert Nainby     | mijnheer Bale         |
| Syd Crossley      | Wilkins               |
| Moore Marriott    | Harbottle             |
| John Singer       | Freddie               |